# Peter Dodds McCormick
Peter Dodds McCormick (Port Glasgow, 1834 circa – Sydney, 30 ottobre 1916) è stato un musicista scozzese naturalizzato australiano, ricordato per aver composto l'inno nazionale dell'Australia.

## Biografia
Peter Dodds McCormick (1833-1916), insegnante e cantautore, nacque il 28 gennaio 1833 a Port Glasgow, in Scozia, figlio di Peter McCormick, marinaio, e di sua moglie Janet, nata Dodds. Dopo aver completato il suo apprendistato da falegname, emigrò e raggiunse Sydney il 21 febbraio 1855. Ha proseguito il suo lavoro e si è coinvolto in società musicali.
Nel 1863 McCormick frequentò la Fort Street Model School per un mese prima di essere nominato insegnante responsabile presso la St Marys National School. Il 16 luglio si è sposato con Emily Boucher, che è diventata insegnante di cucito nelle scuole del marito. Insegnarono nelle scuole più vicine a Sydney nel 1865 ma morì nel marzo 1866; il 22 dicembre si è sposato con Emma Elizabeth Dening. McCormick fu nominato alla scuola confessionale presbiteriana di Woolloomooloo nel 1867 e alla Dowling (Plunkett) Street Public School nel 1878 dove rimase fino alle dimissioni nel 1885.
McCormick era un anziano della chiesa presbiteriana di Sant'Andrea, Woolloomooloo, e più tardi della chiesa commemorativa di Grahame a Waverley. Nel 1896 pubblicò un racconto morale, Four School Mates. Ha dato istruzione religiosa nelle scuole pubbliche fino al 1916 ed è stato ricordato da AR Chisholm come "un uomo dai capelli bianchi con una faccia rossa ... [che] è rimasto imperturbabile nel tumulto dell'aula, ed era straordinariamente laconico".
Sia ultra-scozzese che ultra-patriottico, McCormick è stato segretario onorario della St Andrew's Benevolent Society, uno dei fondatori della Caledonian Society e, dopo la sua fusione, della Highland Society del New South Wales e del Burns Anniversary Club. Il suo più grande interesse, tuttavia, era la musica: fu precentore dell'Assemblea generale della Chiesa presbiteriana del New South Wales e organizzò molti cori della chiesa. Ha diretto cori molto grandi come i 10.000 bambini e 1000 insegnanti alla dimostrazione del centenario della scuola domenicale di Robert Raikes del 1880 e 15.000 scolari alla posa della prima pietra della statua della regina Vittoria.
McCormick ha pubblicato una trentina di canzoni patriottiche e scozzesi; 'The Bonnie Banks o' Clyde ',' Advance Australia Fair 'e altri divennero molto popolari. 'Advance Australia Fair' fu cantata per la prima volta (da Mr Andrew Fairfax) al concerto di St Andrew's Day della Highland Society il 30 novembre 1878: il Sydney Morning Herald descrisse la musica come 'audace e commovente', e le parole come 'decisamente patriottiche '... era' probabile che diventasse un favorito popolare '. Come 'Amicus' in seguito fece pubblicare la musica e quattro versi da WH Paling & Co.Ltd. Fu cantato da un coro di 10.000 voci all'inaugurazione del Commonwealth e suonato da bande in massa in occasione delle celebrazioni della capitale federale in Canberra.
Il 1 ° agosto 1913 McCormick descrisse come arrivò a scrivere la canzone: dopo aver assistito a un concerto in cui venivano cantati inni nazionali, "si sentì molto irritato dal fatto che non ci fosse una nota per l'Australia". Mentre tornavo a casa in autobus, ho inventato la prima strofa della mia canzone, e quando sono tornata a casa l'ho messa in musica. L'ho scritto per la prima volta nella notazione tonica sol-fa, poi l'ho trascritto nella vecchia notazione, e l'ho provato su uno strumento la mattina successiva, e l'ho trovato corretto ... Mi sembrava un'ispirazione, e ho scritto le parole e musica con la massima facilità '. Il 3 settembre 1915 registrò formalmente il suo copyright.
Sopravvissuto alla moglie, McCormick morì senza figli nella sua casa di Waverley il 30 ottobre 1916 e fu sepolto nel cimitero di Rookwood. Il suo patrimonio è stato valutato per la successione a £ 52.
Dopo la sua morte, sporadici tentativi di far proclamare l'inno nazionale australiano da "Advance Australia Fair" riuscirono nel 1984. Successivamente un discendente di John Macfarlane (morto nel 1866) affermò che Macfarlane aveva originariamente composto la musica e scritto il primo verso. Alcuni musicologi considerano la melodia basata su una tipica "melodia errante", una teoria data un certo credito dalla facilità e dal metodo di composizione di McCormick. Sembra, tuttavia, che ci siano pochi dubbi sul fatto che McCormick fosse responsabile di "Advance Australia Fair" - certamente i suoi contemporanei hanno accettato la sua buona fede.